# Campeonato Europeo de Voleibol Masculino de 2013
El XXVIII Campeonato Europeo de Voleibol Masculino se celebró conjuntamente en Dinamarca y Polonia entre el 20 y el 29 de septiembre de 2013 bajo la organización de la Confederación Europea de Voleibol (CEV), la Federación Danesa de Voleibol y la Federación Polaca de Voleibol.

## Sedes
| Grupo                      | Ciudad     | Instalación          | Capacidad |
| -------------------------- | ---------- | -------------------- | --------- |
| A                          | Odense     | Arena Fyn            |           |
| B                          | Gdansk     | Ergo Arena           |           |
| C                          | Herning    | Jyske Bank Boxen     |           |
| D                          | Gdynia     | Pabellón de Deportes |           |
| Octavos y cuartos de final | Aarhus     | NRGi Arena           |           |
| Semifinales y final        | Copenhague | Parken               |           |

## Grupos
| Grupo A     | Grupo B    | Grupo C      | Grupo D         |
| ----------- | ---------- | ------------ | --------------- |
| Dinamarca   | Polonia    | Finlandia    | Rusia           |
| Italia      | Eslovaquia | Serbia       | Bulgaria        |
| Bielorrusia | Francia    | Países Bajos | Alemania        |
| Bélgica     | Turquía    | Eslovenia    | República Checa |

## Primera fase
Todos los partidos en la hora local de Dinamarca/Polonia (UTC+2).

### Grupo A
| Equipo      | J | G | P | SG | SP | PG  | PP  | DP     | PTS |
| ----------- | - | - | - | -- | -- | --- | --- | ------ | --- |
| Bélgica     | 3 | 3 | 0 | 9  | 3  | 284 | 251 | 1,1315 | 8   |
| Italia      | 3 | 2 | 1 | 8  | 4  | 274 | 238 | 1,1513 | 7   |
| Dinamarca   | 3 | 1 | 2 | 4  | 8  | 249 | 278 | 0,8957 | 2   |
| Bielorrusia | 3 | 0 | 3 | 3  | 9  | 236 | 276 | 0,8551 | 1   |

- Resultados

| Fecha | Hora  | Partido¹    | Partido¹ | Partido¹    | Resultado |
| ----- | ----- | ----------- | -------- | ----------- | --------- |
| 20.09 | 17:30 | Bélgica     | -        | Bielorrusia | 3-0       |
| 20.09 | 20:45 | Dinamarca   | -        | Italia      | 0-3       |
| 21.09 | 15:00 | Bielorrusia | -        | Italia      | 1-3       |
| 21.09 | 18:00 | Bélgica     | -        | Dinamarca   | 3-1       |
| 22.09 | 15:00 | Bielorrusia | -        | Dinamarca   | 2-3       |
| 22.09 | 18:00 | Italia      | -        | Bélgica     | 2-3       |

- (¹) – Todos en Odense.

### Grupo B
| Equipo     | J | G | P | SG | SP | PG  | PP  | DP     | PTS |
| ---------- | - | - | - | -- | -- | --- | --- | ------ | --- |
| Francia    | 3 | 3 | 0 | 9  | 2  | 276 | 261 | 1,0575 | 9   |
| Polonia    | 3 | 2 | 1 | 7  | 5  | 283 | 268 | 1,0560 | 6   |
| Eslovaquia | 3 | 1 | 2 | 4  | 8  | 272 | 292 | 0,9315 | 2   |
| Turquía    | 3 | 0 | 3 | 4  | 9  | 283 | 293 | 0,9659 | 1   |

- Resultados

| Fecha | Hora  | Partido¹   | Partido¹ | Partido¹   | Resultado |
| ----- | ----- | ---------- | -------- | ---------- | --------- |
| 20.09 | 17:00 | Francia    | -        | Eslovaquia | 3-0       |
| 20.09 | 20:00 | Polonia    | -        | Turquía    | 3-1       |
| 21.09 | 17:00 | Eslovaquia | -        | Turquía    | 3-2       |
| 21.09 | 20:00 | Francia    | -        | Polonia    | 3-1       |
| 22.09 | 17:00 | Turquía    | -        | Francia    | 1-3       |
| 22.09 | 20:00 | Eslovaquia | -        | Polonia    | 1-3       |

- (¹) – Todos en Gdańsk.

### Grupo C
| Equipo       | J | G | P | SG | SP | PG  | PP  | DP     | PTS |
| ------------ | - | - | - | -- | -- | --- | --- | ------ | --- |
| Finlandia    | 3 | 2 | 1 | 6  | 5  | 258 | 260 | 0,9923 | 6   |
| Serbia       | 3 | 2 | 1 | 7  | 5  | 266 | 247 | 1,0769 | 5   |
| Países Bajos | 3 | 1 | 2 | 6  | 7  | 280 | 291 | 0,8571 | 4   |
| Eslovenia    | 3 | 1 | 2 | 5  | 7  | 277 | 283 | 0,9788 | 3   |

- Resultados

| Fecha | Hora  | Partido¹     | Partido¹ | Partido¹     | Resultado |
| ----- | ----- | ------------ | -------- | ------------ | --------- |
| 20.09 | 17:00 | Eslovenia    | -        | Serbia       | 3-1       |
| 20.09 | 20:00 | Finlandia    | -        | Países Bajos | 3-1       |
| 21.09 | 15:00 | Serbia       | -        | Países Bajos | 3-2       |
| 21.09 | 18:00 | Eslovenia    | -        | Finlandia    | 1-3       |
| 22.09 | 15:00 | Países Bajos | -        | Eslovenia    | 3-1       |
| 22.09 | 18:00 | Serbia       | -        | Finlandia    | 3-0       |

- (¹) – Todos en Herning.

### Grupo D
| Equipo          | J | G | P | SG | SP | PG  | PP  | DP     | PTS |
| --------------- | - | - | - | -- | -- | --- | --- | ------ | --- |
| Alemania        | 3 | 3 | 0 | 9  | 2  | 267 | 232 | 1,1509 | 8   |
| Rusia           | 3 | 2 | 1 | 6  | 4  | 235 | 201 | 1,1692 | 6   |
| Bulgaria        | 3 | 1 | 2 | 6  | 7  | 288 | 294 | 0,9796 | 4   |
| República Checa | 3 | 0 | 3 | 1  | 9  | 184 | 247 | 0,7449 | 0   |

- Resultados

| Fecha | Hora  | Partido¹        | Partido¹ | Partido¹        | Resultado |
| ----- | ----- | --------------- | -------- | --------------- | --------- |
| 20.09 | 17:00 | Rusia           | -        | Alemania        | 0-3       |
| 20.09 | 20:00 | República Checa | -        | Bulgaria        | 1-3       |
| 21.09 | 15:00 | Alemania        | -        | Bulgaria        | 3-2       |
| 21.09 | 18:00 | Rusia           | -        | República Checa | 3-0       |
| 22.09 | 15:00 | Alemania        | -        | República Checa | 3-0       |
| 22.09 | 18:00 | Rusia           | -        | Bulgaria        | 1-3       |

- (¹) – Todos en Gdynia.

## Fase final
Todos los partidos en la hora local de Dinamarca/Polonia (UTC+2).

### Clasificación a cuartos
| Fecha | Hora  | Partido¹ | Partido¹ | Partido¹     | Resultado |
| ----- | ----- | -------- | -------- | ------------ | --------- |
| 24.09 | 17:00 | Italia   | -        | Países Bajos | 3-1       |
| 24.09 | 20:00 | Serbia   | -        | Dinamarca    | 3-0       |
| 24.09 | 17:00 | Rusia    | -        | Eslovaquia   | 3-0       |
| 24.09 | 20:00 | Polonia  | -        | Bulgaria     | 2-3       |

- (¹) – Los primeros dos en Aarhus y los dos últimos en Gdańsk.

### Cuartos de final
| Fecha | Hora  | Partido¹  | Partido¹ | Partido¹ | Resultado |
| ----- | ----- | --------- | -------- | -------- | --------- |
| 25.09 | 17:00 | Finlandia | -        | Italia   | 1-3       |
| 25.09 | 20:00 | Bélgica   | -        | Serbia   | 1-3       |
| 25.09 | 17:00 | Francia   | -        | Rusia    | 1-3       |
| 25.09 | 20:00 | Alemania  | -        | Bulgaria | 1-3       |

- (¹) – Los primeros dos en Aarhus y los dos últimos en Gdańsk.

### Semifinales
| Fecha | Hora  | Partido¹ | Partido¹ | Partido¹ | Resultado |
| ----- | ----- | -------- | -------- | -------- | --------- |
| 28.09 | 15:00 | Serbia   | -        | Rusia    | 1-3       |
| 28.09 | 18:00 | Italia   | -        | Bulgaria | 3-1       |

- (¹) – Todos en Copenhague.

### Tercer lugar
| Fecha | Hora  | Partido¹ | Partido¹ | Partido¹ | Resultado |
| ----- | ----- | -------- | -------- | -------- | --------- |
| 29.09 | 15:00 | Serbia   | -        | Bulgaria | 3-0       |

- (¹) – En Copenhague.

### Final
| Fecha | Hora  | Partido¹ | Partido¹ | Partido¹ | Resultado |
| ----- | ----- | -------- | -------- | -------- | --------- |
| 29.09 | 18:00 | Rusia    | -        | Italia   | 3-1       |

- (¹) – En Copenhague.

## Medallero
|       |        |        |
| Rusia | Italia | Serbia |

## Estadísticas

### Clasificación general
| 1. Rusia            |
| 2. Italia           |
| 3. Serbia           |
| 4. Bulgaria         |
| 5. Francia          |
| 6. Alemania         |
| 7. Bélgica          |
| 8. Finlandia        |
| 9. Polonia          |
| 10. Países Bajos    |
| 11. Eslovaquia      |
| 12. Dinamarca       |
| 13. Eslovenia       |
| 14. Turquía         |
| 15. Bielorrusia     |
| 16. República Checa |